# يزدلان (كوير آران)
یزدلان (بالفارسية: یزدلان) هي منطقة سكنية تقع في إيران في Kavir Rural District. يقدر عدد سكانها بـ 262 نسمة .